# Paul Givan
Ne doit pas être confondu avec Paul Girvan.
Paul Jonathan Givan (né le 12 octobre 1981 à Lisburn, Irlande du Nord) est un homme politique britannique, membre du Parti unioniste démocrate (DUP) et député à l'Assemblée d'Irlande du Nord. Il est ministre des Communautés dans l'exécutif nord-irlandais de 2016 à 2017. Il est Premier ministre d'Irlande du Nord du 17 juin 2021 au 4 février 2022 et ministre de l'Éducation depuis le 3 février 2024.

## Biographie

### Jeunesse et formation
Givan suit ses études au Laurelhill Community College et à l'université d'Ulster où il obtient un diplôme en études commerciales et un diplôme avancé en pratiques de gestion. 

### Carrière politique de 2005 à 2021
Il est élu pour la première fois au conseil municipal de Lisburn en 2005. 
Givan affirme que sa première expérience de « vraie politique » est survenue à l'âge de 18 ans, travaillant comme assistant à temps partiel dans les bureaux du Stormont auprès d'Edwin Poots. Il travaille ensuite comme conseiller spécial quand Poots est ministre de la Culture, des Arts et des Loisirs entre 2007 et 2008, puis à nouveau entre 2009 et 2010 lorsqu'il est ministre de l'Environnement.
Givan a déclaré que son intérêt pour le DUP résultait de l'écoute d'Ian Paisley - lors d'un rassemblement contre l'Accord anglo-irlandais à Kilkeel,
Givan est coopté pour la première fois à l'Assemblée d'Irlande du Nord en 2010, en remplacement de Jeffrey Donaldson.
En mai 2016, Givan est nommé ministre des Communautés. En tant que ministre des Sports en novembre 2016, il s'est rendu dans un club GAA à Lisburn pour décerner une subvention et a joué au football gaélique avec certains enfants du club.

### Premier ministre d'Irlande du Nord
En mai 2021, après l'élection d'Edwin Poots comme dirigeant du DUP, Givan est pressenti pour succéder à Arlene Foster comme Premier ministre. Cette désignation est confirmée par Edwin Poots le 8 juin suivant et son investiture est prévue après la démission formelle d'Arlene Foster le 14 juin,. Paul Givan est investi Premier ministre trois jours plus tard, avec Michelle O'Neill, membre du Sinn Féin, comme vice-Première ministre. Il démissionne le 4 février 2022, en signe de protestation contre le protocole nord-irlandais du Brexit,. Quelques jours auparavant, toujours dans l'optique de faire monter la pression sur les pourparlers, son ministre de l'Agriculture, Edwin Poots, avait ordonné à ses services de cesser les contrôles sanitaires sur les produits agroalimentaires arrivant en Irlande du Nord. Cette décision unilatérale a été dénoncée par le Sinn Féin et par Dublin comme violant le droit international. La justice nord-irlandaise a finalement annoncé la reprise des contrôles.
Le 3 février 2024, il est nommé ministre de l'Éducation dans l'Exécutif nord-irlandais.

## Controverses

### Créationnisme
Givan soutient le créationnisme et était à l'origine d'une motion appelant à ce que les écoles de Lisburn enseignent des alternatives à la théorie de l'évolution. La motion a été adoptée par le conseil municipal de la ville en 2007.

### Législation sur la prostitution
En 2014, une plainte officielle a été déposée par une travailleuse du sexe, Laura Lee, concernant le traitement que Givan lui avait réservé après avoir été invitée à se présenter à une audience pour discuter des modifications proposées à la législation sur la prostitution en Irlande du Nord. Il lui avait demandé combien elle facturait et a déclaré qu'elle exploitait les personnes handicapées en ne leur accordant pas de réductions.

### Projet de loi modifiant le projet de loi sur la liberté de conscience
En février 2015, Givan a proposé un projet de loi d'amendement sur la liberté de conscience en Irlande du Nord, après une controverse et une action en justice concernant une boulangerie, « Ashers Baking Company », qui avait refusé de préparer un gâteau en faveur du mariage homosexuel. Cette motion a provoqué un tollé sur des sites Web et a conduit à une pétition américaine contre le projet de loi, recevant 100 000 signatures en 48 heures. Stephen Fry s'est empressé de commenter ce projet de loi, estimant qu'il était « malade » et qu'« une fois de plus la droite religieuse tord la vérité pour se présenter comme des victimes ». Le 10 octobre 2018, la Cour suprême britannique statue à l'unanimité en faveur de la boulangerie, précisant que le refus était lié au choix de la commande et non à l'orientation sexuelle du client.

### Programme de bourses Líofa
En décembre 2016, Givan décide de réduire le financement du programme Líofa Gaeltacht, permettant à des personnes d'apprendre l'irlandais dans une gaeltacht au Donegal. Cette décision amène Gerry Adams à le qualifier d'« ignoramus ». Martin McGuinness affirme que la suppression du programme de bourses est « la goutte qui a fait déborder le vase » dans son discours de démission du poste de vice-Premier ministre, entraînant une crise politique au sein de l'exécutif.
Le 12 janvier 2017, dans un message sur Twitter, Givan affirme : « Ma décision concernant le programme de bourses Líofa n'était pas une décision politique. J'ai maintenant identifié les financements nécessaires pour faire avancer ce programme ».